# Coenonympha cohaerens
Coenonympha cohaerens är en fjärilsart som beskrevs av Skala 1912. Coenonympha cohaerens ingår i släktet Coenonympha och familjen praktfjärilar. Inga underarter finns listade i Catalogue of Life.